# سینمای مالایالم
سینمای مالایالم (انگلیسی: Malayalam cinema) بخشی از صنعت فیلم‌سازی هند و بزرگترین صنعت فیلم در هند پس از (سینمای تامیل، سینمای تلوگو، سینمای کنادا) است.